# Filip Peric
Filip Peric, slovenski profesor in novinar, * 22. maj 1886, Sela na Krasu, † 16. julij 1955, Ljubljana. 

## Življenje in delo
Gimnazijo je obiskoval v Gorici (1889-1907), slavistiko in romanistiko pa na Filozofski fakulteti na Dunaju, kjer je leta 1912 opravil tudi profesorski izpit iz slovenščine in francoščine. Prvo službo je nastopil v šolskem letu 1912/1913 v Podgorici in 1913/1914 v  Plevljah (Črna gora). Ko je ob pričetku 1. svetovne vojne  kraljevina Črna gora 28. julija 1914 izvedla mobilizacijo je Peric kot prostovoljec vstopil v njeno armado. Ob avstrijski okupaciji Črne gore v januarju 1916 je odšel v emigracijo in kot begunec živel v francoskih mestih Bordeauxu, Dijonu, Neuilly in Parizu. Leta 1920 se je vrnil v Trst. Tu je sprejel mesto v uredništvu časopisa Edinost in kmalu postal njen direktor in urednik (1924-1928). Ker je bil list 17/8 1928 in 4/9 1928 zaplenjen, je bilo Pericu z odlokom tržaškega prefekta odvzeto uredništvo, list pa ukinjen. Peric je bil v tem času tudi direktor srednješolskega glasila Naš glas, ko pa je bil ta na prelomu leta 1927/1928 spremenjen v družinsko revijo ter zaradi vse hujšega pritiska fašistov je leta 1929 emigriral v Jugoslavijo. Tu se je vnovič oprijel profesorskega poklica. Kot suplent in profesor je služboval na ljubljanskih srednjih šolah. Po 2. svetovni vojni pa je poučeval ruščino na ljubljanskem učiteljišču (1947/1948) in do odhoda v pokoj na Višji pedagoški šoli (1948/1952).
Poleg številnih novinarskih poročil, prispevkov in člankov velja posebej omeniti njegovi razpravi: Življenjski ustroj osebe (Naš glas III; Trst, 1927) in Družinsko pravo v sovjetski Rusiji (Pravni vestnik VIII; Trst, 1928). 